# Okenia purpureolineata
Okenia purpureolineata Gosliner, 2004 è un mollusco nudibranchio della famiglia Goniodorididae.
Il nome deriva dal latino tardo purpureolineatus, cioè solcata da linee di color porpora.

## Distribuzione e habitat
Rinvenuta al largo delle coste delle isole Ryukyu, delle coste giapponesi e presso Okinawa.